# Александер Хубер
Александер Хубер (на немски: Alexander Huber, роден на 30 декември 1968 в Тростберг, Бавария) е германски екстремен катерач и планинар.
Любовта и страстта към планините и катеренето не са случайни, защото от ранна възраст бащата повежда синовете си Александер и Томас по своите стъпки. Томас Хубер-баща е известен алпинист, добил особена популярност с първото изкачване на северната стена Ле Дроад във Френските Алпи, постигнато през 1960-те години.
От 1992 г. Алекс е правоспособен алпийски и ски водач. От 1997 е дипломиран магистър по физика. Професионално започва да се занимава с алпинизъм и катерене от 1998 г., като това включва участието му като рекламно лице в много филми, списания и др.
Алекс и брат му Томас Хубер-син започват да катерят като свръзка още от 1983 г., постигайки немалко световни успехи. Александер набира особено голяма популярност сред световния катерачен елит с изкачването си по екстремния маршрут „Ом“ (5.14d/9a) в Бавария през 1992 г. С времето той се утвърждава все повече с високите си постижения по катерачни обекти в целия свят. В „Меката“ на катеренето – известната долина Йосемити, Калифорния, САЩ, той преминава емблематични маршрути по Ел Капитен: „Sallathe Wall“ (5.13b), „El Nino“ (5.13b), „El Corazon“ (5.13b), „Zodiac“ (5.13d), както сам, така и в свръзка с брат си Томас.
Кариерата му не се разминава и с височинния алпинизъм. През 1997 със своите партньори преминават огромната 2-километрова западна стена на каракорумския връх Латок-2 (7108 м). В Непал в актива си записва и изкачване на хималайския осемхилядник Чо Ою (8201 м) през 1998 г. Култово е и изкачването му през зимата на 2000 година по маршрута „Bellavista“ (5.14b/8c), намиращ се на Чима Овес, Алпите. Още по-интересното е, че се връща на същия тур след година, като този път преминава само за 1 ден и то без да използва изкуствени опорни точки. Това постижение моментално остава в архивите сред най-значимите в целите Алпи. През следващата 2002 изкатерва диретисимата на Чима Гранде в красивите Доломити. Впоследствие изкатерва и значими екстремни маршрути като например „Opportunist“ и „Kommunist“, намиращи се в Западен Тирол по масива Нийдеркайзер.